# キリングセンス
キリングセンスは、かつてタイタンで活動していたお笑いコンビ。当初はプロダクション人力舎に所属していた。1987年結成、2006年1月解散。

## メンバー
河崎 健男（かわさき たけお、1960年1月31日（65歳） - ）
- 福井県出身。愛称、シャブさん。血液型O型。
- 特技はイラスト。『スキスキ♥コンビニ』でイラストを執筆。放送作家としての活動もあり、『世界ゴッタ煮偉人伝』などを担当した。
- 俳優としては『金田一少年の事件簿』第2シリーズ 第2話「タロット山荘殺人事件」（1996年7月20日放送、日本テレビ）で、速水玲香ファンクラブ会長の滝下間太郎役を演じている。
- キリングセンス解散後、2006年3月に栗本宗昌とお笑いコンビ「アインシュタイン」（後に「2世代ターボ」に改名、SMA NEET Project・漫才協会に所属）を結成。2025年に漫才新人大賞を受賞した[1]。

萩原 正人（はぎわら まさひと、1967年5月31日（57歳） - ）
- 栃木県出身。愛称、ハギ。血液型O型。
- コンビ活動の傍らコンビニエンスストアでアルバイトをしていた過去があり、その裏話をかつて出版したことがある。
- 1998年、母子感染によるB型肝炎に伴う重度の肝硬変を発症、検査で発見された食道静脈瘤の破裂も重なりいったん活動停止[2][3]。2000年4月、米国で日本人初となる脳死患者からの肝臓・腎臓の同時移植に成功し、2001年にその体験記『僕は、これほどまで生きたかった。』を出版した。
- 事務所の先輩である爆笑問題の尽力もあってしばらくは予後も順調だったものの、移植された腎臓が2009年に慢性的な拒絶反応を起こし腎不全を発症。2015年に交際していたファンの女性と再婚し、彼女がドナーを志願し生体腎移植を受ける。これらの模様は『奇跡体験!アンビリバボー』『SmaSTATION!!』『爆報! THE フライデー』で放映された[4]。
- 2004年に離婚した前妻との間に子があり、再婚まではシングルファーザーだった。
- 生前の桶田敬太郎（元フォークダンスDE成子坂）と鯖釣りに行った出来事をモデルに小説『鯖がぐうと鳴いた』を執筆し、2012年に第8回新潮エンターテインメント大賞の最終候補作4篇にノミネートされた[5][6][7]。
- 解散後はタイタンに残り、ピン芸人「ハギワラマサヒト」としての活動と主に臓器移植公開セミナーの講演活動などを行っている。

## 出演

### テレビ
- ザ・テレビ演芸（テレビ朝日）
- 笑いの殿堂（フジテレビ）
- 爆笑GONGSHOW（関西テレビ）
- 大爆笑問題（テレビ東京）
- 水曜特バン! さんまのナンでもダービー（1991年8月21日、テレビ朝日）
  - コーナー「お笑い8社対抗氷上大障害（年収300万円以下条件）」に出演。
- オールスター100人ビンゴクイズ（テレビ朝日）
- たまにはキンゴロー（フジテレビ）
- EXテレビ（日本テレビ）
  - コーナー「貧乏若手芸人特集」に出演。
- タモリ倶楽部（テレビ朝日、1991年5月17日・24日）
  - コーナー「人力舎ギャグ100連発!」に出演。
- 金田一少年の事件簿（1996年7月20日・9月21日、日本テレビ）※河崎のみ
  - 「タロット山荘殺人事件」「これで見納め?! 金田一少年の事件簿 永久保存版 はじめちゃんが殺害された! 〜金田一はじめの葬儀実況中継!! その時何かが…〜」に出演。
- 爆笑問題の爆乳モンスター（1997年10月2日 - 1997年11月6日、TBSテレビ）
- スパスパ人間学!（TBSテレビ）※河崎のみ
- 爆報! THE フライデー（TBSテレビ）※萩原のみ

### ラジオ
- キリセン金谷と大塚寧々の今夜もシャボン玉（1991年 - 1992年、TBSラジオ） - 金谷ヒデユキ、大塚寧々と共演
- 赤坂お笑いD・O・J・O（TBSラジオ）
- 爆笑問題カーボーイ（TBSラジオ）

### 映画
- バカヤロー!4 YOU! お前のことだよ（1991年）※萩原のみ

### その他
- 全員出席!笑うんだってば（日本テレビ）※河崎が作家として参加
- 世界ゴッタ煮偉人伝（フジテレビ）※河崎が作家として参加

## 作品集

### VHS
- 爆笑問題タイタンライブ合同コントスペシャル『New Treasureship』（ビクターエンターテイメント、2000年3月23日）
  - 爆笑問題・キリングセンス・GO・JO・長井秀和などのタイタン所属芸人らによる、オムニバス形式コント集。

### 出版
- キリングセンス『スキスキ♥コンビニ』（アスペクト、1997年、ISBN 4893668528）
- 萩原正人『僕は、これほどまで生きたかった。』（扶桑社、2001年、ISBN 459403117X / 扶桑社文庫、2003年、ISBN 4062567784）